# Médine (rapper)
Médine, pseudonimo di Médine Zaouiche (Le Havre, 24 febbraio 1983), è un rapper francese di origini algerine.
Musulmano praticante, molti dei suoi testi trattano delle difficoltà dei migranti, degli individui oppressi, della Jihad e dei musulmani nel mondo occidentale.

## Biografia

### Origini
I suoi nonni emigrarono dall'Algeria a Le Havre dopo la seconda guerra mondiale per ricostruire la città. Suo padre, nato in Algeria, è arrivato in Francia all'età di 4 anni. Lavora come dipendente in un'azienda di confezionamento ed è un pugile semiprofessionista e poi allenatore. Sua madre è nata in Francia. Médine è cresciuto a Caucriauville , un quartiere popolare di Le Havre.

### Debutto (1998 - 2005)
Mèdine fa le sue prime apparizione negli album del gruppo La Boussole e degli artisti che lo compongono (Ness & Citè, Bouchées Doubles, Samb, Koto, Enarce, Aboubakr)
Pubblicato nel 2004, 1 septembre, récit du 11e jour è il primo album solita. Nel libretto del cd, 11 persone, tra cui Abd Al Malik, Christophe de Ponfilly, Wallen, Tariq Abdul-Wahad, Ambre Foulquier) parlano degli attentati dell'11 settembre 2001. A partite da questo primo album ha inizio lo storytelling della saga Enfant du destin. La prima parte dell'Enfant du destin, Sou-Han, racconta la storia, durante la guerra in Vietnam, di una ragazzina vietnamita il cui padre è morto in combattimento, ucciso da un soldato americano e che, successivamente, per vendetta, "si è fatta saltare in aria in un bar di alcolizzati e prostitute". L'altro Enfant du destin, David, racconta la storia di un giovane israeliano, i cui genitori, soldati del Tsahal, si stanno preparando per andare al fronte. Meno convinto dei suoi genitori, vuole che questi condividano la sua opinione sulla guerra, ma sarà vittima di un attentato suicida prima di poterlo fare.
Otto mesi dopo il suo primo album da solista, Médine ha pubblicato il suo secondo album, Jihad, le plus grand combat est contre soi-même. L'album contiene Petit cheval, la tragica storia di un nativo americano che assiste all'assassinio del suo intero villaggio da parte di bianchi. In questo album è incluso anche Du Panjshir à Harlem, un testo di più di sei minuti che racconta la vita di due personaggi noti del xx° secolo: Malcolm X e Massoud, Combat de femme e Besoin de résolution. La ristampa contiene Anéanti (feat. Soprano) e Double Discours. Scioccato dall'incendio in Boulevard Vincent-Auriol, ad agosto del 2005, Médine decide di pubblicare una canzone per rendere omaggio: Boulevard Vincent Auriol.

### Table d'écoute(2006–2007)
Il 21 novembre 2006 esce il Table d'écoute: al suo interno, oltre alle dieci tracce, il CD contiene il video musicale del Bvd Vincent Auriol, oltre a vari bonus e foto. Table d'écoute è un concept-album nel quale nove personalità (tra cui Diam's, Rim'K dei 113, Tiers Monde de Bouchés Doubles, Soprano, Kayna Samet ...) introducono il brano successivo L'album contiene in particolare 17 octobre, questa volta raccontando il massacro del 17 ottobre 1961, quando diverse centinaia di algerini furono uccisi dalla polizia francese agli ordini del prefetto di polizia Maurice Papon durante una manifestazione pacifica per l'indipendenza dell'Algeria.
Una canzone su questo EP è Lecture aléatoire, omaggio agli artisti che hanno fatto la grandezza del rap francese dal 1998: IAM, le « suprêmes triples lettres » NTM, Lunatic, Ärsenik e Ideal J. L'EP contiene anche il brano Hotmail , che risponde ai detrattori di Médine che ha incontrato su vari forum, in particolare quello del CSA.
Table d'écoute ha raggiunto la classifica degli album migliori entro la settimana dalla sua uscita.

### Don't Panik TapeeArabian Panther(2008-2010)

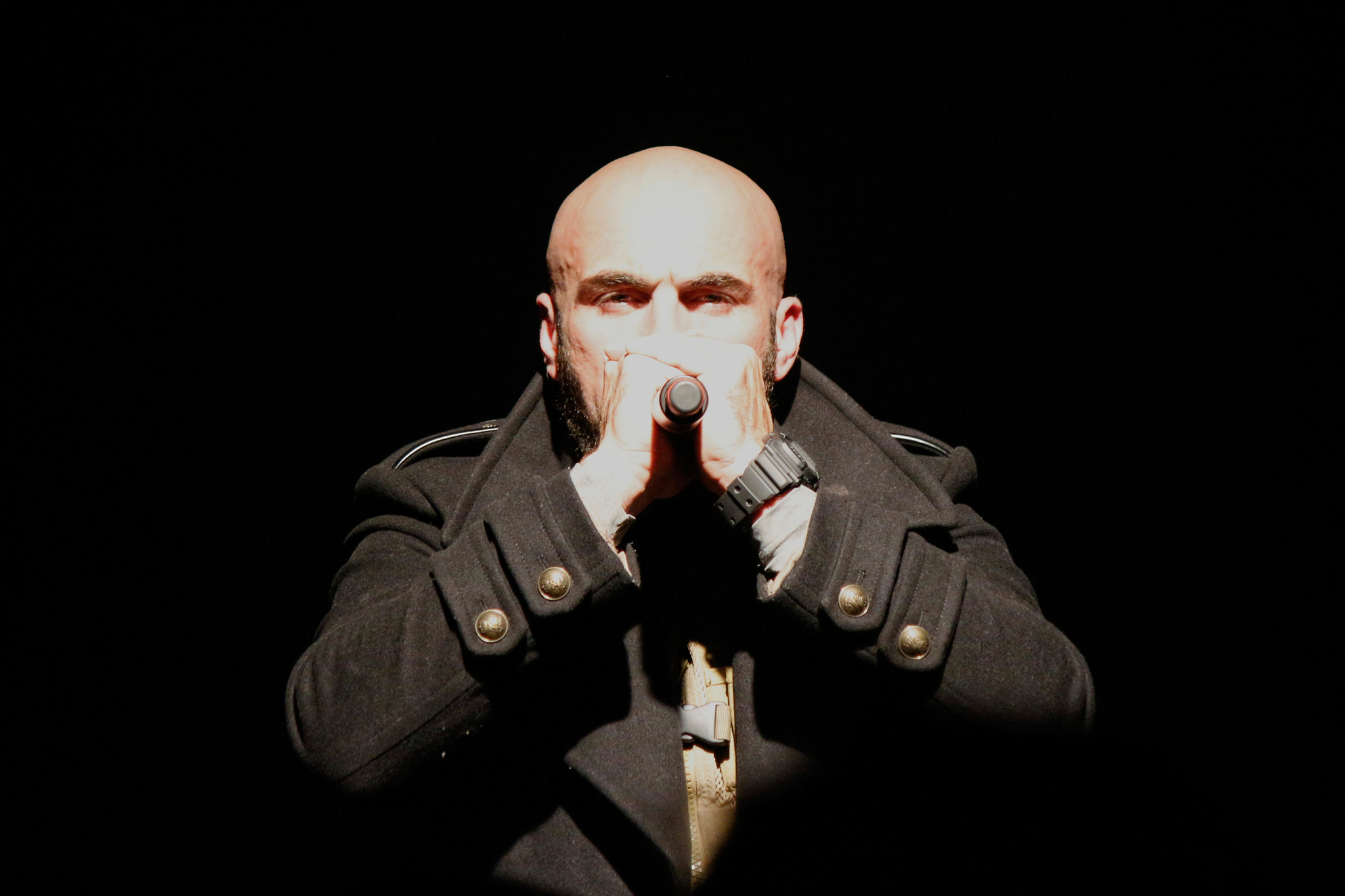
Médine in concerto a Sevran (Seine-Saint-Denis), nel 2009.

Médine pubblica Don't Panik Tape il 14 aprile 2008, un mixtape che riunisce la sua discografia parallela con tre brani inediti, due brani dal vivo e un video dal suo Don't Panik Tour. Il disco si piazza al trentesimo posto dei top album facendo registrare il terzo miglior ingresso della settimana. La canzone Don't Panik è stata selezionata per far parte della musica presente nella stazione radio K-Rhyme nel videogioco Saints Row: The Third. Lo stesso anno, nel 2008, Médine continua ad apparire in vari mixtape (Explicit politik, tra gli altri) e compilation (ad esempio nella colonna sonora di Taxi 4 con la canzone Les Contraires) e produce la canzone Besoin de révolution.
L'album Arabian Panther contiene un nuovo capitolo dell'Enfant du Destin, che si ispira alla storia di Kunta Kinte dal libro Radici (Roots: The Saga of an American Family) di Alex Haley e dalla serie televisiva su cui era basata. Dall'uscita del suo album Arabian Panther , Medina spinge ulteriormente il suo impegno politico. Pertanto, partecipa al concerto-incontro di mercoledì10 dicembre 2008organizzato a Parigi dal movimento degli Indigeni della Repubblica per celebrare il 25 °  anniversario della marcia per l'uguaglianza e contro il razzismo. Il 23 novembre 2009 ha pubblicato l'edizione da collezione dell'album Arabian Panther , un mini-cofanetto che include l'album iniziale, tre brani inediti, un poster e una maglietta (taglia L) "Possiamo uccidere il rivoluzionario ma non la rivoluzione  ", limitato a 5 000 copie. Nel 2010, Arabian Panther ha venduto più di 25 000 copie.
Nel 2010, Médine è apparso nel documentario Don't Panik del regista Keira Maameri. Il titolo del documentario è un cenno agli Arabian Panthers e al singolo Don't Panik. Il regista dà la parola a sei rapper di tutto il mondo che mettono in risalto la loro fede musulmana nei loro testi. Si tratta di A.D.L. (Svezia), Duggy Tee (Senegal), Hasan Salaam (Stati Uniti), Manza (Belgio), Youss (Algeria) e Médine (Francia).

### Table d'écoute 2 e Made In (2011–2012)
Médine pubblica il secondo volume del progetto Table d'écoute , intitolato Table d'écoute 2, con Brav, Tiers Monde e Koto di Din Records. Riunisce diversi rapper per produrre il pezzo Téléphone arabe in cui compaiono in particolare Salif, Keny Arkana, Rim'K, Tunisiano, Mac Tyer, Ol Kainry e La Fouine.
Il 21 giugno, ha pubblicato il primo estratto del nuovo album Biopic feat Kayna Samet della durata di undici minuti. Il 5 luglio 2012, ha pubblicato il secondo estratto Alger pleure per i cinquant'anni di indipendenza algerina. La sua traccia Trash Talking è stata pubblicata l'11 settembre 2012. Queste tre tracce fanno parte di un EP di cinque tracce pubblicato ad ottobre 2012, denominato Made In, che accompagna l'uscita il 18 ottobre del libro Don't Panik, con Pascal Boniface. In questa occasione, Pascal Boniface invia una lettera al sindaco di Le Havre indicando di non comprendere realmente l'atteggiamento del sindaco nei confronti dell'artista, Médine, "estremamente popolare", e del messaggio che sta cercando di trasmettere e che si ritrova “sia nei suoi canti che nei suoi vari interventi in circoli associativi".

### Protest Song(2013–2014)
Cinque anni dopo il suo ultimo album, Arabian Panther, il 24 giugno 2013 Médine ha pubblicato il suo quarto album Protest Song. Si colloca al n° 9 dei Top album nella prima settimana di uscita. A più di due mesi dall'uscita di questo progetto, Médine svela il contenuto di questa opera composta da 14 titoli. Tra questi molti sono in compagnia di artisti della scena rap francese come Youssoupha, Orelsan, Brav, Tiers monde, Nassi e anche Kayna Samet.
Il primo singolo è Protest Song, che da il titolo all'album. Il secondo è Iceberg. La clip è molto esplicita e sempre nell'universo di Médine. La traccia Home è il terzo singolo dell'album, quindi Blokkk Identitaire una traccia che tratta del razzismo nero/arabo, algerino/marocchino, ecc. e degli estremisti. Il video esce il 4 luglio 2013 e include immagini violente sotto forma di un cortometraggio della durata di 9 minuti. La saga Enfant du destin continua qui con la canzone Daoud che fa eco a quella di David. Daoud non è altro che il kamikaze dell'attentato suicida dell'autobus di David (l'eroe del titolo Enfant du destin, David) dal primo album di Médine. In questo titolo, il rapper racconta la storia di Daoud, un giovane che ha perso il fratello dopo una discussione con i soldati. Daoud decide quindi di compiere un attentato suicida su un autobus, dove David perde la vita.
Nella canzone Besoin d'évolution, Médine dichiara "Mai un album è durato così a lungo". L'album ha richiesto più di cinque anni di sviluppo per vedere la luce. Dichiara durante un'intervista per Trace Urban che, in Protest Song, cerca non di far emergere la bellezza della sua scrittura, ma soprattutto di diffondere emozioni, sentimenti oltre che di trattare argomenti che riguardano le persone, e più particolarmente "i francesi".

### DémineureProse élite(2015-2017)
Il 25 maggio 2015, Médine pubblica un inaspettato EP intitolato Démineur. Questo crea immediatamente un evento (Médine è uno dei primi artisti francesi a tentare l'uscita a sorpresa di un album) e si colloca direttamente in cima alla top iTunes. Lo stesso anno è diventato giurato degli Y'a Bon Awards.
Il 24 febbraio 2017, Médine pubblica un nuovo album chiamato Prose Élite. Questo è il suo quinto album in studio. Include 13 titoli tra cui Grand Paris con molti rapper francesi: Lino, Lartiste, Seth Gueko, Youssoupha, Sofiane, Alivor e Ninho.
Ha anche firmato la prefazione al libro Malcolm X, sans lutte il n'y a pas de progrès (L'Harmattan), di Jonathan Demay, nell'aprile 2017. Il libro ripercorre la vita di Malcolm X.

### Storyteller,Grand MédineeMédine France(2018-2022)
Storyteller, il sesto album in studio del rapper, è stato pubblicato il 13 aprile 2018. È stato supportato dai video di Venom, Bataclan e PLMV.
Grand Médine, l'album successivo, è stato pubblicato il 6 novembre 2020 su etichetta Din Records. L'album contiene numerosi featuring con Hatik, Koba LaD, Rémy, Larry, Pirate, Oxmo Puccino, Soso Maness, YL e Bigflo & Oli. L'album ha venduto 5.852 copie in una settimana, un ottimo risultato vista la pandemia di Covid-19. Nella Limited Edition dell'album è presente il singolo Kyll che vanta la collaborazione di Booba, la canzone raggiunge la seconda posizione nella classifica francese settimanale dei singoli.
Il 23 marzo 2022, l'artista ha presentato il singolo “Médine France” come primo singolo dell'album omonimo, pubblicato il 13 maggio 2022. L'album, considerato particolarmente impegnato politicamente, non includeva alcun featuring.

## Vita privata
Ha incontrato sua moglie, originaria laotiana, mentre erano entrambi studenti di liceo. Hanno tre figli: due figli, Massoud e Genghis, e una figlia, Mekka. Questi ultimi compaiono frequentemente sui social network dell'artista. Hanno vissuto a lungo nel distretto di Caucriauville, a Le Havre prima di doversi trasferire all'inizio del 2019 in un altro quartiere popolare di Le Havre, su consiglio della polizia, dopo aver ricevuto minacce, secondo Médine, dall'islamismo e dall'estrema destra.

## Stile e testi

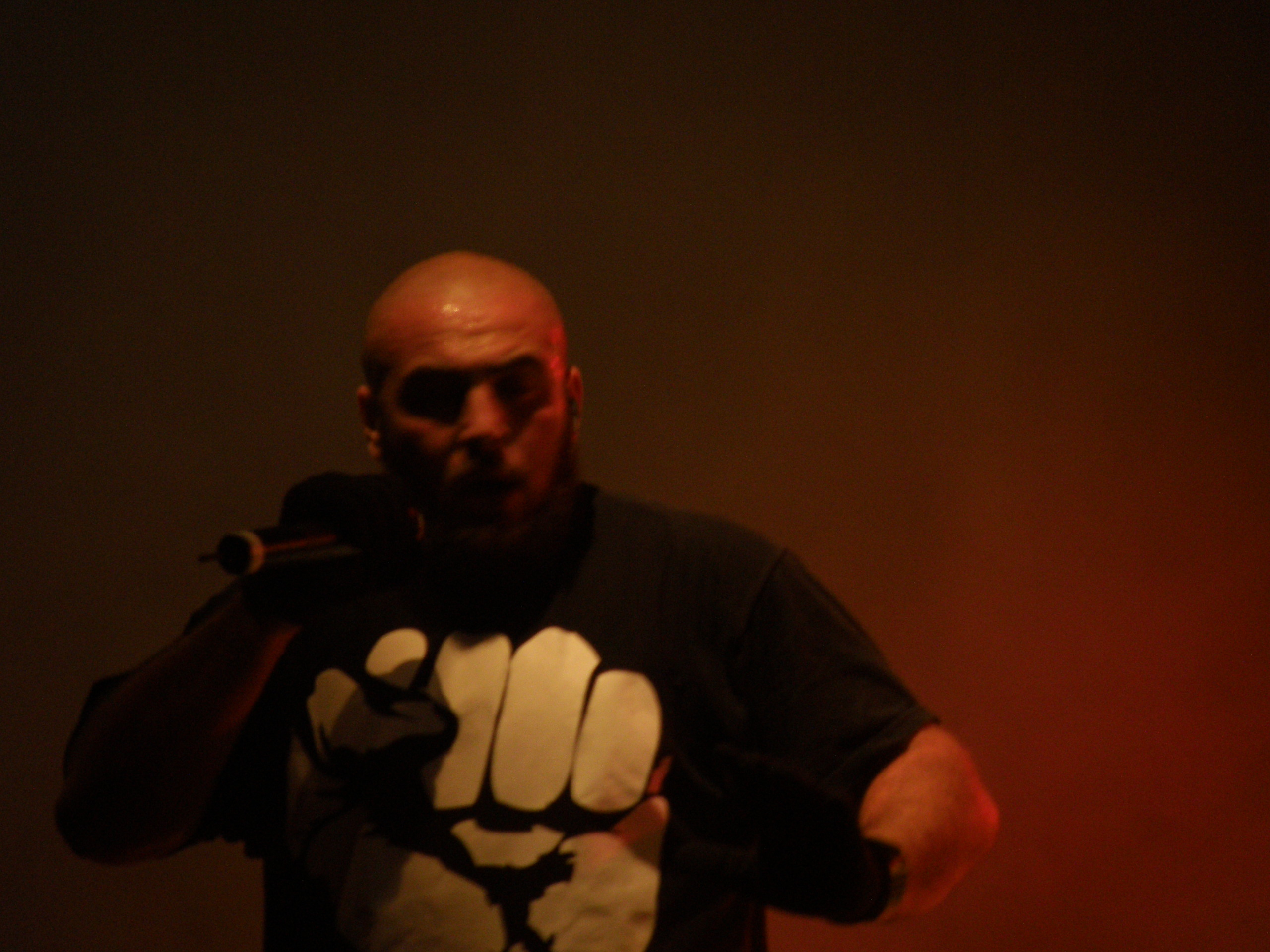
Médine, quartiere estivo di Rennes, nel 2009.

Il rap di Médine è caratterizzato da una voce roca e da testi ispirati alla propria storia ed a soggetti storici che l'hanno segnata, come la situazione dell'Algeria nei confronti della Francia e la sua "doppia nazionalità" franco-algerina, ma anche il conflitto israelo-palestinese, la situazione in Africa. L'artista pratica l'arte di affrontare una storia precisa al fine di evocare un soggetto globale ed è noto per il suo uso dello storytelling, avendo al suo attivo più di una dozzina di pezzi in cui diventa un narratore, tra cui la sua serie Enfants du Destin dove ogni pezzo è dedicato a un personaggio, una vittima diversa in un contesto storico e sociologico unico come il giovane palestinese Daoud o il giovane israeliano David.
Artista impegnato, Médine cerca spesso di trasmettere un messaggio attraverso i suoi scritti, il che conferisce alle sue opere un valore quasi apologetico. Per interessare i più giovani fan del rap ai suoi testi, si evolve musicalmente e si avvicina alla trap, mantenendo i suoi messaggi impegnati. Dichiara al sito rap Booska-P che la trap ti permette di andare "al sodo", "sintetizzare idee".
Mentre il rap è spesso accusato di misoginia, Médine a volte viene proposto come esempio di rapper femminista, con titoli come Combat de femme o À l'ombre du mâle. Nell'album Prose Élite, dedica un titolo a Denis Mukwege: L'Homme qui répare les femmes. Crede anche che questa lotta possa servire ad altre cause perché "la questione uomini / donne è uno dei principali angoli di attacco contro i quartieri operai e i musulmani".
I suoi cinque rapper francesi preferiti sono Booba, Ali, Lino, Kery James e Akhenaton.

## Polemiche

### Don't Laïk
Nel titolo Don't Laïk, alcune delle sue parole sono controverse, come: “crocifiggere i laici come sul Golgota”, “ho messo una fatwa sulle teste degli idioti”. Quindi evoca Nadine Morano, Jean-François Copé e Pierre Cassen. Nel contesto dell'attacco a Charlie Hebdo, questa canzone provoca una "turbolenta polemica" ripresa a livello internazionale. (Don't Laik contabilizza nel 2016 oltre un milione di visualizzazioni su YouTube) Per Vincent Cespedes, queste parole sono intrise "di tutti i calamai dell'intolleranza: quella della propaganda jihadista e chiede l'omicidio dello Stato islamista". Giudica il cantante "irresponsabile come artista che diffonde parole, idee...".
Il rapper dichiara: “Come artista, denuncio tutte le forme di violenza, terrorismo e altre scuse immorali. Come la maggior parte dei miei concittadini, ho scelto la via della non violenza attraverso la musica per esprimere i miei disaccordi con la mia società".
Paragona i suoi detrattori ai fratelli Kouachi: "Cercando di uccidere il personaggio provocatorio e fumettistico del mio pezzo, non stai facendo né più né meno la stessa cosa, simbolicamente, che questi due carnefici hanno fatto agli autori di Charlie Hebdo".
Nel 2015, la saggista Caroline Fourest ha scritto: “[Médine] specializzato in rap fondamentalista e reattivo. […] Che non cerchi di farsi passare per un uomo di progresso… Il suo rap non è un rifugio per i ribelli ma per gli ultra-reazionari". Il rapper, in un'intervista dello stesso anno, ha risposto: "Madame Fourest è una delle persone che prendono in ostaggio la laicità. La usano per demonizzare l'Islam. È il caso di alcuni funzionari eletti come Robert Ménard che segue le tracce dei piccoli musulmani nella sua città o dei signori Estrosi, o Ciotti, che vogliono bandire il velo nelle università... In nome di un valore che dovrebbe liberare i cittadini da ogni forma di settarismo e di comunitarismo, creano il comunitarismo. Si tratta di vigili del fuoco piromani che vanno assolutamente denunciati".
Il politologo Gilles Kepel, sottolinea che l'aspetto di Médine, "barba lunga e testa rasata", è una variazione "hipster" sul tema salafita" , ricorda che il rapper non solo ha cantato per le Indigènes de la République, ma anche accostato a Dieudonné e al suprematista nero Kémi Séba. Un libro di quest'ultimo, Supra-négritude, è visibile anche nelle immagini della clip di Don't Laïk.

### Progetto di concerto al Bataclan
Nel giugno 2018, Médine è al centro di una polemica lanciata da destra e da estrema destra in seguito all'annuncio di una serie di concerti in programma al Bataclan il 19 e 20 ottobre 2018, luogo dove si era già esibito all'inizio del 2015. I suoi detrattori, tra gli altri Marine Le Pen, Laurent Wauquiez e Aurore Bergé, lo rimproverano per alcuni testi delle sue canzoni come Jihad e Dont Laïk , in cui attacca la laicità, citando in particolare: "Crocifiggiamo i laici come sul Golgota", il luogo dove fu crocifisso Gesù. Chiedono la cancellazione dei suoi concerti in questa particolare sala, dove sono avvenuti gli attentati del 13 novembre 2015. In risposta, Médine accusa l'estrema destra di voler "dettare la programmazione delle sale da concerto" e "più in generale limitare la nostra libertà di espressione". Secondo lui l'estrema destra, cerca "di strumentalizzare il dolore delle vittime e delle loro famiglie".
L'associazione delle vittime del 13 novembre Life for Paris protesta contro le strumentalizzazioni politiche mentre l'associazione 13 Onze 15 ritiene che la gestione del locale abbia commesso un errore. Alcuni sopravvissuti, denunciando la strumentalizzazione politica di questa vicenda da parte dell'estrema destra e affermano di essere stati molestati anche sui social. Per il sopravvissuto Emmanuel Domenach, “tra le vittime del 13 novembre, tutte le età, tutte le opinioni politiche sono rappresentate. Quindi chiedere la censura da parte loro non ha senso. Alcuni usano la memoria delle vittime per legittimare idee nauseabonde”.
Il 21 settembre, Médine annuncia la cancellazione dei suoi concerti in programma al Bataclan e la loro riprogrammazione allo Zénith di Parigi all'inizio del 2019, commentando: “Alcuni gruppi di estrema destra hanno pianificato di organizzare manifestazioni il cui scopo è dividere, senza esitare a manipolare e riaccendere il dolore delle famiglie delle vittime. Per rispetto di queste stesse famiglie e per garantire l'incolumità del mio pubblico, i concerti verranno cancellati".

## Tentativo di attentato
Nel giugno 2018, il gruppo terroristico di estrema destra Action des Forces Opérationnelles (AFO) viene smantellato, senza che nessuno sappia all'epoca quali fossero i suoi piani esatti. Nel luglio 2018, l'indagine mostra che uno dei loro piani era quello di assassinare Médine.

## Discografia

### Album in studio
- 2004 : 11 septembre, récit du 11e jour
- 2005 : Jihad, le plus grand combat est contre soi-même
- 2008 : Arabian Panther
- 2013 : Protest Song
- 2017 : Prose Élite
- 2018 : Storyteller
- 2020 : Grand Médine
- 2022 : Médine France

### Compilation
- 2006 : L'album Blanc (Bootleg Not Album)
- 2006 : Table d'écoute
- 2008 : Don't Panik Tape
- 2011 : Table d'écoute 2

### EP
- 2009 : On peut tuer un révolutionaire mais pas la révolution
- 2012 : Made In
- 2015 : Démineur

### Clips
- 2004 : 11 septembre (dall'album 11 septembre)
- 2005 : Besoin de résolution (dall'album Jihad)
- 2006 : Boulevard Vincent Auriol (dalla compilation L'album blanc)
- 2006 : Table d'écoute (dalla compilation Lecture aléatoire)
- 2008 : Code barbe (dall'album Arabian Panther)
- 2008 : Camp delta (dall'album Arabian Panther)
- 2008 : Besoin de révolution (dall'album Arabian Panther)
- 2008 : Don't Panik (dalla compilation Don't Panik Tape)
- 2008 : Rappeur de force (dalla compilation Don't Panik Tape)
- 2011 : Trône (realizzato da Nocturne et Iceland-Film) - (dalla compilation Table d'écoute 2)
- 2011 : Sourcing (dalla compilation Table d'écoute 2)
- 2012 : Biopic (con Kayna Samet ; realizzato da Alexis Delahaye) (da Made In)
- 2012 : Made In (realizzato da Brav per Horizon design) (da Made In)
- 2012 : Alger pleure (realizzato da Brav per Horizon design) (da Made In)
- 2012 : Kery James - Dernier MC (remix) (con Lino, Tunisiano, R.E.D.K, Médine, S.A.M., Scylla, Ladea, Fababy et Orelsan)
- 2013 : Trash talking (realizzato da Brav per Horizon design) (da Made In)
- 2013 : Le bruit qui pense (realizzato da Brav per Horizon design) (da Made In)
- 2013 : Sinik - Les 16 vérités (con Médine)
- 2013 : Kayna Samet - Ghetto Tale (remix) (con Youssoupha, Médine e Leck)
- 2013 : Protest Song (realizzato da Brav per Horizon design e œil du tigre) (dall'album Protest Song)
- 2013 : Blockkk identitaire (con Youssoupha; réalizzato per Jean-Luc Herbulot) (dall'album Protest Song)
- 2013 : Home (con Nassi ; realizzato da Leïla Sy per Suther Khane Films) (dall'album Protest Song)
- 2013 : Iceberg (realizzato da Kub Cristo) - (dall'album Protest Song)
- 2013 : Paria - Ultime espoir (con Médine)
- 2013 : Kery James - Contre nous (con Youssoupha e Médine)
- 2014 : Gaza Soccer Beach
- 2015 : Don't Laïk
- 2015 : Speaker Corner
- 2015 : Reboot
- 2015 : #faisgafatwa
- 2016 : Kery James - Musique nègre (con Lino e Youssoupha)
- 2016 : Global
- 2017 : Prose Élite
- 2017 : Enfant du destin (Nour)
- 2017 : Grand Paris feat. Lartiste, Lino, Alivor, Seth Gueko, Ninho, Youssoupha, Sofiane
- 2017 : Porteur saint
- 2018 : Venom
- 2018 : Bataclan
- 2018 : PLMV feat. Youssoupha e Kery James
- 2019 : KYLL feat. Booba
- 2019 : Enfants fort
- 2019 : BENZOIN
- 2019 : Le jour où j'ai arrêté le rap
- 2020 : Hatik - Baguette magique (con Médine)
- 2020 : Grand dla tess (con Hatik)
- 2020 : FC Grand Médine
- 2020 : Grand Paris 2 ft. Koba LaD, Larry, Pirate, Rémy & Oxmo Puccino
- 2021 : Voltaire
- 2021 : Barbapapa ft. Massoud